# Ardian Krasniqi
Ardian Krasniqi (* 22. September 1996 in Rottweil) ist ein deutscher Profiboxer im Halbschwergewicht. Er ist amtierender WBO Intercontinental Champion und belegt in seiner Gewichtsklasse Platz 11 der WBO-Weltrangliste. Laut BoxRec steht Krasniqi derzeit bei 11 Siegen in 11 Profikämpfen – alle 11 durch Knockout.
Die Kämpfe von Krasniqi wurden bereits mehrfach live auf DAZN übertragen. Zudem wurden seine Kämpfe im kosovarischen Staatsfernsehen ausgestrahlt.
Trainiert wird Krasniqi von seinem Vater Agim Krasniqi und von Rustam Rahimov. Unter Vertrag steht Krasniqi bei Primetime Promotion.

## Studium und Amateurkarriere
Krasniqi begann seine Boxkarriere 2010 beim Boxsportverein Rottweil. Während seiner Amateurzeit absolvierte er über 70 Kämpfe. Parallel zum Sport verfolgte er eine akademische Laufbahn und absolvierte ein Bachelor-Studium in Wirtschaftsinformatik.

## Profikarriere
Sein Profidebüt gab Krasniqi am 4. Juni 2022 in Wangen im Allgäu. Dort kämpfte er gegen Istvan Kiss, den er durch technischen KO in der 1. Runde besiegte. Seit diesem ersten Kampf ist er ungeschlagen.
Am 23. September 2023 gewann Krasniqi in der GETEC Arena in Magdeburg die Deutsche Meisterschaft im Halbschwergewicht des Bundes Deutscher Berufsboxer (BDB) durch seinen Sieg über Deniz Altz.
Am 27. April 2024 verteidigte Krasniqi diesen Titel erfolgreich in der KIA Metropol Arena in Nürnberg gegen Andreas Masold durch einen KO-Sieg in der zweiten Runde.
Am 28. September 2024 gewann Krasniqi den WBO Intercontinental Titel im Halbschwergewicht durch einen KO-Sieg in der ersten Runde gegen Saul Ivan Male in der MHP Arena in Ludwigsburg.
Am 26. April 2025 verteidigte Krasniqi den WBO-Titel erfolgreich durch einen KO-Sieg in der vierten Runde gegen den Argentinier Diego Ramirez im Glaspalast Sindelfingen.

## Liste der Profikämpfe
| 11 Siege (11 KO-Siege), 0 Niederlagen, 0 Unentschieden |               |                                           |                                                           |                              |
| Jahr                                                   | Tag           | Ort                                       | Gegner                                                    | Ergebnis für Ardian Krasniqi |
| 2022                                                   | 04. Juni      | Argensporthalle, Wangen im Allgäu         | Istvan Kiss                                               | Sieg / KO 1. Runde           |
| 2022                                                   | 29. Juli      | Palestra “Bill Clinton”, Ferizaj          | Attila Orsos                                              | Sieg / TKO 1. Runde          |
| 2022                                                   | 05. November  | Walter-Schmid-Halle, Giengen an der Brenz | Edis Dzambas                                              | Sieg / TKO 3. Runde          |
| 2023                                                   | 04. März      | Stefan-Hartmann-Halle, Tübingen           | Mirnes Denadic                                            | Sieg / TKO 2. Runde          |
| 2023                                                   | 27. Mai       | Helios Arena, Villingen-Schwenningen      | Peter Orlik                                               | Sieg / TKO 2. Runde          |
| 2023                                                   | 23. September | GETEC Arena, Magdeburg                    | Deniz Altz BDB German Light Heavy (vacant)                | Sieg / KO 1. Runde           |
| 2023                                                   | 21. Oktober   | EWS Arena, Göppingen                      | Norbert Szekeres                                          | Sieg / KO 1. Runde           |
| 2023                                                   | 25. November  | Uber Eats Music Hall, Berlin              | Gabor Detre                                               | Sieg / TKO 2. Runde          |
| 2024                                                   | 27. April     | KIA Metropol Arena, Nürnberg              | Andreas Masold BDB German Light Heavy                     | Sieg / KO 2. Runde           |
| 2024                                                   | 28. September | MHP Arena, Ludwigsburg                    | Saul Ivan Male WBO Inter-Continental Light Heavy (vacant) | Sieg / KO 1. Runde           |
| 2025                                                   | 26. April     | Glaspalast Sindelfingen, Sindelfingen     | Diego Ramirez WBO Inter-Continental Light Heavy           | Sieg / KO 4. Runde           |
| Quelle: Ardian Krasniqi in der BoxRec-Datenbank        |               |                                           |                                                           |                              |

## Sonstiges
Ardian Krasniqi ist der Neffe von Luan Krasniqi – ebenfalls Boxer und ehemaliger Europameister im Schwergewicht sowie Olympiateilnehmer. Luan Krasniqi unterstützt die Karriere seines Neffen aktiv und ist regelmäßig bei dessen Kämpfen anwesend.

## Erfolge
Amateur (76 Siege, 6 Niederlagen, 2 Unentschieden)
- 4 x Baden-Württemberg Meister

Profi (11 Siege, 0 Niederlagen, 0 Unentschieden)
- 2023: Deutscher Meister im Halbschwergewicht (BDB)
- 2024: Deutscher Meister im Halbschwergewicht (BDB)
- 2024: WBO Intercontinental im Halbschwergewicht
- 2025: WBO Intercontinental im Halbschwergewicht (Titelverteidigung)

Rangliste
- Deutschland: 6
- Weltweit: 72
- WBO-Weltrangliste: 11